# Diagramme d'énergie
Le diagramme d'énergie d'un élément chimique est ancré dans la théorie des quanta selon laquelle un atome ne peut exister que dans certains états d'énergie bien définis.
Le diagramme d'énergie représente ces différents états par des lignes horizontales, numérotées de n=1 à n=∞, avec, en ordonnée, les différents niveaux d'énergie auxquels elles correspondent.
Un élément ne peut passer d'un état à un autre que si un photon lui apporte la quantité exacte d'énergie pour passer d'une ligne à une autre. Si la quantité d'énergie est différente, le photon n'aura aucun effet sur l'élément.
Le niveau n=1 est appelé niveau fondamental. Les autres sont des états excités. Le passage du niveau fondamental à un niveau excité se caractérise par une absorption d'énergie. La transition inverse est une émission lumineuse monochromatique.
Exemple : diagramme d'énergie de l'atome d'hydrogène :
```
                             ^ E (eV)
                             |
n=∞ -------------------------| 0
                             |
n=6 -------------------------| -0.37
n=5 -------------------------| -0.54
                             |
n=4 -------------------------| -0.85
                             |
                             |
n=3 -------------------------| -1.51
                             |
                             |
                             |
n=2 -------------------------| -3.39
                             |
                             |
                             =
                             |
n=1 -------------------------| -13.6
                             |

```